# Sisyphus costatus
Sisyphus costatus  (лат.) — вид жесткокрылых насекомых из подсемейства скарабеин внутри семейства пластинчатоусых. Распространён в Южной Африке. Жуки обитают в тропиках и субтропиках. Собираются в массы. Налетают на навозные кучи, поэтому является хорошими агентами по контролю за численностью Haematobia irritans exigua.